# Keith Gretzky
Pour les articles homonymes, voir Gretzky.
Keith Gretzky (né le 16 février 1967 à Brantford, dans la province de l'Ontario au Canada) est un joueur et entraîneur professionnel canadien de hockey sur glace.

## Carrière de joueur
Deuxième frère Gretzky à être repêché par un club de la Ligue nationale de hockey. Il fut le seul des trois à n'avoir jamais joué une partie dans la LNH. Il fut donc repêché en 1985 par les Sabres de Buffalo. Il joua quelques saisons dans les ligues mineures américaines ainsi que deux séjours en Europe.
Après sa carrière de joueur, il devint entraîneur-chef pour quelques saisons.
Le 23 janvier 2019, à la suite du congédiement de Peter Chiarelli, il devient directeur général par intérim des Oilers d'Edmonton, jusqu'à son remplacement, le 7 mai, par Kenneth Holland, ancien DG des Red Wings de Détroit.

## Statistiques
| Saison    | Équipe                         | Ligue         |    | Saison régulière | Saison régulière | Saison régulière | Saison régulière | Saison régulière |   | Séries éliminatoires | Séries éliminatoires | Séries éliminatoires | Séries éliminatoires | Séries éliminatoires |
| Saison    | Équipe                         | Ligue         | PJ | B                | A                | Pts              | Pun              | PJ               | B | A                    | Pts                  | Pun                  |                      |                      |
| 1982-1983 | Alexanders de Brantford        | LHO           | 37 | 5                | 9                | 14               | 0                | -                | - | -                    | -                    | -                    |                      |                      |
| 1983-1984 | Spitfires de Windsor           | LHO           | 70 | 15               | 38               | 53               | 8                | 3                | 0 | 1                    | 1                    | 2                    |                      |                      |
| 1984-1985 | Compuware Spitfires de Windsor | LHO           | 66 | 31               | 62               | 93               | 12               | 4                | 2 | 2                    | 4                    | 4                    |                      |                      |
| 1985-1986 | Compuware Spitfires de Windsor | LHO           | 43 | 24               | 36               | 60               | 10               | -                | - | -                    | -                    | -                    |                      |                      |
| 1985-1986 | Bulls de Belleville            | LHO           | 18 | 3                | 11               | 14               | 2                | 24               | 8 | 13                   | 21                   | 2                    |                      |                      |
| 1986-1987 | Bulls de Belleville            | LHO           | 29 | 17               | 36               | 53               | 10               | -                | - | -                    | -                    | -                    |                      |                      |
| 1986-1987 | Steelhawks de Hamilton         | LHO           | 35 | 18               | 30               | 48               | 8                | 9                | 5 | 9                    | 14                   | 4                    |                      |                      |
| 1987-1988 | Americans de Rochester         | LAH           | 43 | 8                | 24               | 32               | 6                | -                | - | -                    | -                    | -                    |                      |                      |
| 1987-1988 | Spirits de Flint               | LIH           | 25 | 9                | 18               | 27               | 0                | 9                | 1 | 7                    | 8                    | 4                    |                      |                      |
| 1988-1989 | Ketterä Imatra                 | I. Divisioona | 15 | 2                | 11               | 13               | 6                | -                | - | -                    | -                    | -                    |                      |                      |
| 1988-1989 | Americans de Rochester         | LAH           | 23 | 3                | 13               | 16               | 0                | -                | - | -                    | -                    | -                    |                      |                      |
| 1988-1989 | Spirits de Flint               | LIH           | 2  | 0                | 1                | 1                | 0                | -                | - | -                    | -                    | -                    |                      |                      |
| 1989-1990 | Raiders de Ayr                 | BHL           | 14 | 12               | 21               | 33               | 14               | -                | - | -                    | -                    | -                    |                      |                      |
| 1989-1990 | Roadrunners de Phoenix         | LIH           | 23 | 6                | 6                | 12               | 2                | -                | - | -                    | -                    | -                    |                      |                      |
| 1990-1991 | Thunderbirds de Winston-Salem  | ECHL          | 52 | 15               | 51               | 66               | 4                |                  |   |                      |                      |                      |                      |                      |
| 1991-1992 | Gulls de San Diego             | LIH           | 62 | 12               | 19               | 31               | 10               | 2                | 0 | 0                    | 0                    | 2                    |                      |                      |
| 1992-1993 | Gulls de San Diego             | LIH           | 20 | 1                | 7                | 8                | 2                | -                | - | -                    | -                    | -                    |                      |                      |

## Carrière d'entraîneur
De la saison 1995-1996 à celle de 1997-1998, il fut entraîneur-chef du Fog de Bakersfield de la West Coast Hockey League. Par la suite, il occupa le même poste durant deux saisons avec le Smoke de Asheville de la United Hockey League de 1998 à 2000.

## Parenté dans le sport
- Frère des joueurs Brent et Wayne Gretzky.